# Коэн, Альмог (политик)
Альмог Коэн (ивр. אלמוג כהן‎, родился 12 января 1988 года) — израильский политический деятель, депутат Кнессета от партии «Оцма Йехудит». В прошлом он был полицейским и общественным деятелем.

## Биография
Альмог Коэн родился в Беэр-Шеве в семье отца персидского происхождения и матери тунисского происхождения. Его мать — дочь раввина Элияху Хадада, раввина общины тунисских репатриантов в Офакиме. Коэн вырос в Офакиме и учился в иешиве Бней Акива «Афики Эрец». Регулярную службу в Армии обороны Израиля прошел в подразделении целевой разведки . После службы он поступил на работу в полицию Израиля и прослужил около 11 лет, в том числе в ЯСАМ и в качестве агента под прикрытием. В период с 2018 года по 2021 год он управлял рестораном «Original Pancake House» в Беэр-Шеве.

### Общественная деятельность
В 2021 году Коэн вместе с другими партнерами основал «Комитет по спасению Негева», заявленными целями которого являются «развитие Негева в сферах экономики, торговли, безопасности, личного благосостояния и образования, а также парламентская и вне-парламентская деятельность».
После операции «Страж стен» Коэн возглавил создание ассоциации «Барельский патруль» по имени сержанта Бареля Хадарии Шмуэли. В состав ассоциации входят добровольцы из боевых частей, и она была запущена в качестве пилотного проекта в городах Беэр-Шева, Омер и Лехавим . По словам Коэна, ассоциация была создана для того, чтобы регулярно помогать полиции и действовать в чрезвычайных ситуациях, «чтобы помочь государству взять под контроль то, что происходит [в Негеве]», и что это было сделано в полном сотрудничестве с полицией, но израильская полиция на официальном уровне отказалась поддержать эту инициативу. Кампания по сбору средств для создания ассоциации проводилась в сотрудничестве с ассоциацией «Мосри — еврейская правозащитная организация», входящей в организацию Бецельмо.
В 2021 году Коэн присоединился к партии «Оцма Йехудит» и стал координатором партии на юге. На выборах в Кнессет 25-го созыва он занял седьмое место от имени «Оцма Йегудит» в объединённом списке Кнессета «Религиозный сионизм» и «Оцма Йегудит» и был избран в Кнессет. Возглавляет «лобби развития и укрепления Негева и Галилеи», в котором депутаты Кнессета являются членами различных фракций.
7 октября 2023 года во время вторжения ХАМАС в Израиль принял участие в боевых действиях в Офакиме.

## Позиции
В январе 2023 года Коэн выразил поддержку шагам, предпринятым израильскими силами безопасности во время противостояния в лагере беженцев Дженин. Коэн написал в своем аккаунте в Твиттере: «Профессиональная и красивая работа военных в Дженине, продолжайте их убивать». Пост, который он сделал, вызвал резкую критику во всем мире, и Twitter даже заблокировал его аккаунт на сайте из-за этого твита, но позже его аккаунт был разблокирован.

## Личная жизнь
Коэн ведет традиционный еврейский образ жизни, женат на Гали, у них трое детей. Пара живет в Офакиме .